# Aphrodes lusitanicus
Aphrodes lusitanicus är en insektsart som beskrevs av Rodrigues 1968. Aphrodes lusitanicus ingår i släktet Aphrodes och familjen dvärgstritar. Inga underarter finns listade i Catalogue of Life.